# 关田站
关田站位于贵州省贵阳市南明区沙冲东路，是贵阳铁路枢纽上的一个越行站。车站上下行区间原为单线，作为株六复线贵阳枢纽相关工程的川黔铁路货车外绕线通车而投用。渝贵铁路建设时对本站至都拉营区间进行电气化。